# Julie Vincent
 (mai 2019).
Si vous disposez d'ouvrages ou d'articles de référence ou si vous connaissez des sites web de qualité traitant du thème abordé ici, merci de compléter l'article en donnant les références utiles à sa vérifiabilité et en les liant à la section « Notes et références ».
Julie Vincent (Montréal, 16 février 1954 - ) est une actrice québécoise.

## Biographie
Comédienne, dramaturge, professeur et metteur en scène, Julie Vincent a reçu la Golden Plaque for Best Actress de l'International Film Festival of Chicago en 1979, pour son rôle de Suzanne dans Mourir à tue-tête d'Anne-Claire Poirier. Elle a aussi tenu les premiers rôles d’une dizaine de films canadiens, dont Les Beaux Souvenirs de Francis Mankiewicz, Les Grands enfants de Paul Tana et Solo de Paule Baillargeon. 
Qu'elle joue Shakespeare, Tchekhov ou Réjean Ducharme, au théâtre son jeu est toujours caractérisé par des choix poétiques lui conférant une grande originalité. Depuis une quinzaine d’années, elle développe une connaissance du travail théâtral dans des structures rythmiques et musicales. Elle interprète en effet le monologue César et Drana d’Isabelle Doré avec l'orchestre à cordes I Musici de Montréal, le Narrateur de Pierre et le Loup de Prokovief et crée Rêves nordiques du compositeur Hugues Leclerc avec des musiciens de l'Ensemble de musique moderne de Montréal. 
À Tokyo, elle a interprété la Jeanne au bûcher d'Arthur Honegger sous la direction de Charles Dutoit avec l'orchestre de la NHK, rôle qu'elle a tenu aussi au Carnegie Hall de New York et qui lui a valu l'éloge du New York Times. 
Professeure depuis plus de vingt ans en improvisation puis en interprétation à l'École nationale de théâtre du Canada, elle développe et raffine au fil des ans sa propre méthode de jeu qu'elle transmet avec passion à de futurs comédiens et auteurs, ainsi qu’à des metteurs en scène. Elle signe plusieurs mises en scène dont celle du Marin de Fernando Pessoa, de La résurrection de Lady Lester de l'auteur afro-américain OyamO dans une traduction de Michel Garneau et l’opéra pour enfants Brundibar du compositeur tchèque Hans Krasa, traduit par Gilbert Turp. 
Son spectacle solo, Noir de monde, a remporté le Prix spécial du jury au festival du Café-théâtre d'Évry en France et avait eu la Mention des critiques au festival off Avignon. On a vu régulièrement la comédienne au petit écran et notamment dans l’émission Virginie. Depuis quelques années, Julie Vincent se consacre à sa compagnie de création Singulier Pluriel avec ses précieux acolytes Michel Smith, compositeur de musique, et Geneviève Lizotte, scénographe. En 2006, avec le théâtre PaP, elle crée La robe de mariée de Gisèle Schmidt à Espace Go de Montréal. En septembre 2007,en coproduction avec InterArte (Uruguay) et Singulier-Pluriel (Canada), elle dirige cette même œuvre en espagnol à Montevideo (Uruguay) au théâtre Victoria, avec des artistes uruguayens et canadiens. 
Trois de ses pièces de théâtre sont publiées, qui ont été jouées avec succès à Montréal. Son texte Noir de monde, aux éditions de la Pleine Lune, paraîtra chez Playwrights Canada Press à Toronto, en langue anglaise. Julie Vincent a bénéficié d'une bourse du Conseil des Arts du Canada pour la rédaction de sa pièce Le portier de la gare Windsor.

## Filmographie
- (2024) : À coeur battant : Marthe Legault
- Idole instantanée (2005)
- Virginie (1996-2006) Série TV ... Dominique Latreille
- Les Marchands du silence (1993) (Rendez-moi mon enfant (France)) Téléfilm ... Silvie
- Solo (1991)
- Cormoran (1990-1993) ... Léonie
- Salut Victor (1989)
- Les Beaux souvenirs (1981) ... Viviane
- Les Grands enfants (1980) ... Jeanne Rossi
- Mourir à tue-tête (1979) ... Suzanne

## Théâtre
- 2003 : La Parisienne d'Henry Becque, mise en scène Bernard Murat,    Théâtre des Mathurins